# John Pendlebury
John Devitt Stringfellow Pendlebury (12 de octubre de 1904 - 22 de mayo de 1941) fue un arqueólogo británico que luchó contra la invasión nazi en la Segunda Guerra Mundial y murió durante la batalla de Creta.

## Primeros años
John Pendlebury nació en Londres como el hijo mayor de Herbert S Pendlebury y Lilian D Devitt. A la edad de 2 años perdió el ojo izquierdo, en circunstancias que nunca se esclarecieron (quizá porque se clavó un lápiz, quizá porque se hirió con un arbusto espinoso). Estudió en el colegio de Winchester (1918-1923) y posteriormente obtuvo una beca en la universidad de Cambridge, donde ganó el primer lugar de classical tripos en 1921. Además, destacó en el salto de altura, lo cual lo llevó a competir a nivel internacional, rompió un récord de 50 años para atletas de su mismo peso con un salto de 6 pies.

## Arqueología
En sus últimas vacaciones de la escuela (1923) hizo su primer viaje a Creta y visitó las ruinas de Micenas, ahí fue cuando comenzó su amor por Grecia y su profundo interés en la arqueología. En 1927 ganó una beca para ir a la escuela británica de arqueología en Grecia, hasta entonces había estado indeciso entre la arqueología griega o egipcia, pero gracias al clima entre estos países decidió estudiar ambos, alternando las excavaciones según la estación y estudiando artefactos egipcios encontrados en Grecia.
En 1928 excavó en Tell el-Amarna (Egipto) y en 1929 en Cnosos, Creta central, en la primera fue director de excavaciones de 1930 a 1936 y continuó como conservador en Cnosos hasta 1934. En 1936 dirigió las excavaciones en el monte Dikti al este de Creta y continuó ahí hasta que la guerra fue inminente.

## Segunda Guerra Mundial
Pendlebury conoció Creta completamente, conocía a los habitantes y aldeanos, sus costumbres y sus lenguas, esto facilitó que la inteligencia británica fijara su atención en él. Cuando los vientos de guerra se acercaron, Pendlebury fue llevado a Inglaterra para recibir entrenamiento militar, regresó a Heraklion Creta en mayo de 1940 como vicecónsul británico.
Mejoró el reconocimiento local (caminos, rutas, fuentes de agua, escondites) y contactó con líderes locales como Antonios Gregorakis y Manoli Bandouvas. En octubre Pendlebury fue el enlace entre las tropas británicas y la autoridad militar de Creta durante el intento de invasión por parte de Italia.
El 20 de mayo de 1941 comenzó la invasión de Creta por parte de Alemania tras de ocupar el resto de Grecia en abril, razón por la cual no se pudo incluir a la división cretense del ejército griego, Pendlebury estaba en Heraklion, donde comenzó un pesado bombardeo seguido de tropas en paracaídas, pero fueron repelidos por tropas regulares griegas y británicas y por isleños con diversas armas los cuales por indicación de Pendlebury se encargaron de disparar a los paracaidistas antes de que tocaran el suelo. Murieron tantos soldados que ésta fue la última vez que los alemanes utilizaron paracaidistas en una invasión.[cita requerida]
Al día siguiente los alemanes tomaron la isla, Pendlebury intentó ir a Krousonas para realizar un ataque desde ahí, pero en el camino dejó el vehículo para disparar a unos soldados alemanes, pero fue herido en el pecho. Hay distintas versiones de lo que pasó después, una dice que Aristeia Drossoulakis lo llevó a su casa donde fue atendido por un doctor alemán quien lo dejó al cuidado de unas mujeres civiles cretenses. Al día siguiente fue encontrado por soldados alemanes, quienes al verlo sin el uniforme reglamentario(el cual le había sido retirado por estas al estar empapado en sangre) lo consideraron un irregular (a los soldados irregulares, que eran aquellos que no llevaban el uniforme militar, los fusilaban en el acto) por lo que fue sacado de la casa y puesto contra un muro fue fusilado; era el 22 de mayo de 1941. La otra versión dice que los alemanes lo fusilaron al descubrir que el herido era Pendlebury.
Tiempo después los alemanes revisaron la documentación de Pendlebury y se dieron cuenta de que él había sido el artífice de que la operación de paracaidistas fracasara, por lo que mandaron buscar su cadáver de Pendlebury, tratando de identificarlo por su ojo de vidrio. En Creta circuló la leyenda de que Hitler exigió tener el ojo de Pendlebury para estar seguro de que había muerto.
Más tarde fue sepultado a un kilómetro de la puerta oeste de Heraklion. Hoy yace en el cementerio de la bahía de Souda.

## Trabajos de Pendlebury
- 1930 Aegyptiaca. A Catalogue of Egyptian objects in the Aegean area. Cambridge: Prensas de la Universidad.
- 1933 A handbook to the palace of Minos at Knossos. Londres: Macmillan.
- 1933 A guide to the stratigraphical museum in the Palace at Knossos (3 volúmenes). Londres.
- 1935 Tell el-Amarna. Londres: Lovat Dickson & Thompson.
- 1939 The archaeology of Crete: an introduction. Londres.
- 1948 John Pendlebury in Crete. Cambridge: Prensa de la universidad. (Publicado en forma privada después de la muerte de Pendlebury, con aportaciones de Nicholas Hammond y Tom Dunbabin).